# Баркод четец
Баркод четец е периферно устройство – оптичен скенер, което чете баркода, нанесен на опаковката на стоката и предава тази информация на компютъра, касовия апарат или ПОС терминала.
Баркод четците се използват в търговията и услугите за бърза идентификация на стоката при нейната продажба, складиране и т.н. Баркодът носи в себе си специфичната информация за стоката и се нанася върху опаковката му още при производството или се отпечатва с помощта на специализиран принтер на етикети.

## Устройство и видове
По видове четците се делят на портативни, които операторът доближава до баркода и стационарни, които са закрепени на място и в този случай стоката се приближава към тях. В промишлеността се използват конвейерни баркод четци.
По вида на четящия елемент четците се разделят на светодиодни и лазерни. При лазерните най-често се е използвал хелий-неонов лазер, но с развитието на лазерните диоди те постепенно биват изместени.

## Свързване с компютър
Баркод четецът може да има различни интерфейси за свързване с компютър, освен стандартните RS232, PS/2, USB производителят може да използва свой собствен куплунг и интерфейс.
По отношение на компютъра баркод четците с PS/2 и USB интерфейси изглеждат като обикновена клавиатура. Моделите, притежаващи повече функции, се поддават на настройки, като поведението им може да се променя. Те се наричат програмируеми.